# Lawrence Subrato Howlader
Lawrence Subrato Howlader (Noborgram, 11 settembre 1965) è un arcivescovo cattolico bangladese, dal 19 febbraio 2021 arcivescovo metropolita di Chattogram.

## Biografia
Lawrence Subrato Howlader è nato l'11 settembre 1965 a Noborgram.

### Formazione e ministero sacerdotale
Dopo aver frequentato il seminario minore di Goumadi a Barisal ed il seminario maggiore di Dhaka, è entrato nel noviziato della Congregazione di Santa Croce nel 1987, dove ha emesso la professione perpetua il 6 agosto 1993 ed è stato ordinato sacerdote il 31 dicembre 1994.
Dal 1996 al 1998 è stato rettore del seminario minore a Jalchatra, nella diocesi di Mymensingh.
Nel 2004 ha completato gli studi per la licenza in psicologia a Roma, presso la Pontificia Università Gregoriana.
Dal 2005 al 2009 ha ricoperto il ruolo di maestro al noviziato della Santa Croce a Barisal e nel 2006 è anche stato eletto membro del consiglio provinciale del suo ordine.

### Ministero episcopale
Il 7 maggio 2009 papa Benedetto XVI lo ha nominato vescovo ausiliare di Chittagong, assegnandogli la sede titolare di Afufenia.
Ha ricevuto l'ordinazione episcopale il 3 luglio successivo dalle mani dell'allora vescovo di Chittagong Patrick D'Rozario, divenuto in seguito cardinale, co-consacranti l'arcivescovo di Dhaka Paulinus Costa e il nunzio apostolico del Bangladesh Joseph Salvador Marino.
Il 29 dicembre 2015 papa Francesco lo ha nominato primo vescovo della nuova diocesi di Barishal, insediandosi il 29 gennaio 2016.
All'interno della Conferenza episcopale del Bangladesh è presidente della commissione episcopale per i giovani.
Il 2 dicembre 2017 ha accolto il Santo Padre nel suo viaggio apostolico in Bangladesh, in qualità di incaricato della pastorale giovanile insieme ai 7000 giovani presenti allo stadio.
Il 24 maggio 2018 ha compiuto la visita ad limina.
Il 15 settembre 2018 ha partecipato alla XV assemblea generale ordinaria del sinodo dei vescovi, dal tema: I Giovani, la Fede e il Discernimento Vocazionale.
Il 19 febbraio 2021 papa Francesco lo ha promosso arcivescovo metropolita di Chattogram. La presa di possesso è avvenuta il successivo 22 maggio.

## Genealogia episcopale
La genealogia episcopale è:
- Cardinale Scipione Rebiba
- Cardinale Giulio Antonio Santori
- Cardinale Girolamo Bernerio, O.P.
- Arcivescovo Galeazzo Sanvitale
- Cardinale Ludovico Ludovisi
- Cardinale Luigi Caetani
- Cardinale Ulderico Carpegna
- Cardinale Paluzzo Paluzzi Altieri degli Albertoni
- Papa Benedetto XIII
- Papa Benedetto XIV
- Papa Clemente XIII
- Cardinale Marcantonio Colonna
- Cardinale Giacinto Sigismondo Gerdil, B.
- Cardinale Giulio Maria della Somaglia
- Cardinale Carlo Odescalchi, S.I.
- Cardinale Costantino Patrizi Naro
- Cardinale Lucido Maria Parocchi
- Papa Pio X
- Cardinale Gaetano De Lai
- Cardinale Raffaele Carlo Rossi, O.C.D.
- Cardinale Amleto Giovanni Cicognani
- Arcivescovo Costante Maltoni
- Arcivescovo Michael Rozario
- Vescovo Theotonius Gomes, C.S.C.
- Cardinale Patrick D'Rozario, C.S.C.
- Arcivescovo Lawrence Subrato Howlader, C.S.C.